# Lituola
Lituola es un género de foraminífero bentónico de la subfamilia Lituolinae, de la familia Lituolidae, de la superfamilia Lituoloidea, del suborden Lituolina y del orden Lituolida. Su especie tipo es Lituolites nautiloidea. Su rango cronoestratigráfico abarca desde el Triásico hasta la Actualidad.

## Discusión
Clasificaciones previas incluían Lituola en el suborden Textulariina del orden Textulariida, o en el orden Lituolida sin diferenciar el suborden Lituolina.

## Clasificación
Se han descrito numerosas especies de Lituola. Entre las especies más interesantes o más conocidas destacan:
- Lituola nautiloidea

Un listado completo de las especies descritas en el género Lituola puede verse en el siguiente anexo.